# 龙家
龙家，又称龙部落、肃州家，是唐朝中期至北宋前期活跃于河西走廊的焉耆人部落。
唐贞元四年（788年），吐蕃攻占河西地区西端的重镇沙州，导致当地各族百姓遭受严重劫难，许多人被杀戮、囚禁，或被编入各部族体系，成为寺院附属户。敦煌文献记载，当时有部分龙姓人物与西域胡人一同出现在沙州各寺院，担任杂役；据推测，他们是迁徙至河西的焉耆人。
大中五年（851年），随着吐蕃势力被逐出河西，张议潮建立归义军政权。初期，河西地区部族活动频繁，《申报河西政情状》《张淮深碑》《张淮深造窟记》等文献均提到“蕃、浑、温末、羌、龙狡杂，极难调伏”，并用“六蕃”一词概括各部族势力，龙家被明确列入“六蕃”之一。
根据《唐中和四年（884年）肃州防戍都营田康使君县丞张胜君等状》，甘州在中和四年（884年）十一月前，由龙家、吐蕃、退浑、通颊、羌等部族共同驻守。因长期遭回鹘诸部围困而断粮，龙家的首领“龙王”不得不代表甘州城主与回鹘议和。此后，龙家和其他部族退出甘州，并迁至肃州，开始归附归义军政权，并被称作“肃州家”。《沙州伊州地志》记载，甘、肃、伊三州的龙家部落“皆禀皇化”；《河西都僧统悟真处分常住榜》亦记载龙家“披带而生降”。
归附归义军后的龙家主要分布在肃州、甘州、伊州、瓜州和沙州。在祁连山麓，从事畜牧业的龙家群体规模庞大。《丁未年六月都头知宴设使宋国忠等诸色破用历状并判凭》记载了龙家向归义军纳贡马匹、供应油脂的情况，显示其在归义军体制下保持一定独立性。《唐光启三年四月官酒户马三娘、龙粉堆牒》记载，肃州使作为使者与凉州温末使、西州回鹘使等并列，可见龙家以“肃州家”身份继续在政治上保持一定自治性。
随着回鹘势力入主甘州，河西局势发生变化。甘州回鹘不仅与归义军争夺丝绸之路贸易，还不断对河西其他部族施加军事压力。《儿郎伟》描绘回鹘对归义军和龙家的战争，显示龙家与归义军的关系日益紧张。《归义军节度使曹元忠致甘州回鹘可汗状》记载，在北宋初年，龙家与回鹘、达怛部联合行动，攻劫瓜州地区。
北宋太平兴国六年（981年）的文献《安再胜等牒》显示，龙家正式同回鹘、达怛结盟，公开向归义军发动攻击，标志着肃州家彻底脱离归义军政权，倒向回鹘。
《辽史》载，辽统和二十八年（1010年），辽军攻破甘州回鹘属地肃州，尽俘其民。由此推测，肃州家在1010年之前便已被甘州回鹘吞并。《新五代史·回鹘传》亦提到“有别族号龙家，其俗与回鹘小异”，反映龙家长期归属回鹘并在文化上受到深刻同化。